# Vermut

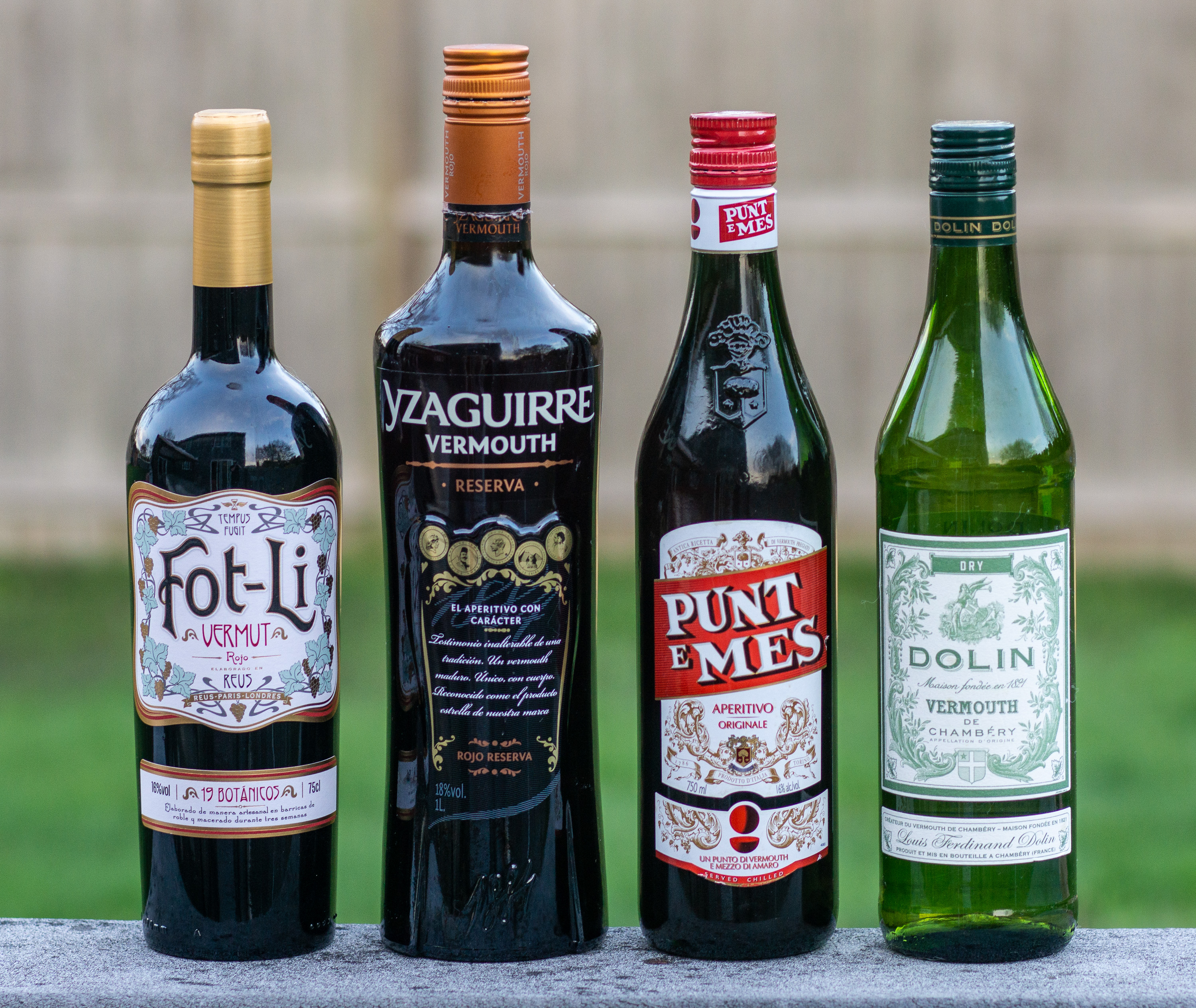
Čtyři láhve evropských vermutů

Vermut (z něm. Wermut – pelyněk) je fortifikované (dolihované) víno pocházející z Itálie. Vyrábí se z lehkého nepříliš kyselého vína (např. odrůdy Trebbiano), které se dosladí a přidá se alkoholový výluh bylinek a koření. Nezbytnou přísadou je pelyněk pravý, dále se může na dochucení použít skořice, hřebíček, yzop lékařský, chmel otáčivý, fenykl, kardamom nebo andělika lékařská. Nápoj by měl obsahovat patnáct až osmnáct procent alkoholu. Podle obsahu cukru se rozlišuje extra suchý (extra-dry), suchý (dry) a sladký (bianco) vermut. Kromě klasického bílého vermutu se vyrábí také růžový (rosé a rosato) a červený (rosso). Podává se chlazený s citronem jako aperitiv, je také oblíbenou přísadou do koktejlů (např. suché martini a Moravský kohout).
První vermut namíchal v roce 1786 v Turíně Antonio Benedetto Carpano. Vedle tradičních italských značek jako Cinzano, Martini, Carpano nebo Cora je známý také francouzský Noilly Prat a Dubonet, španělský Yzaguirre nebo Metropol z Moravy.